# Martha Gellhorn
Martha Ellis Gellhorn (8. listopadu 1908 St. Louis – 15. února 1998 Londýn) byla americká spisovatelka, cestopiskyně a novinářka, která je považována ze jednoho z nejvýznamnějších válečných zpravodajů 20. století.
Pracovala jako reportérka v podstatě každého válečného konfliktu, který se během její šedesátileté kariéry udál. V roce 1944 se jí podařilo bez akreditace účastnit vylodění v Normandii. Jako první informovala o osvobození koncentračního tábora Dachau. V letech 1940–1945 byl jejím manželem Ernest Hemingway. V roce 1998 zřejmě spáchala sebevraždu, byla již nemocná a téměř slepá. Je po ní pojmenována Cena Marthy Gellhorn za novinařinu.